# Neo-geo

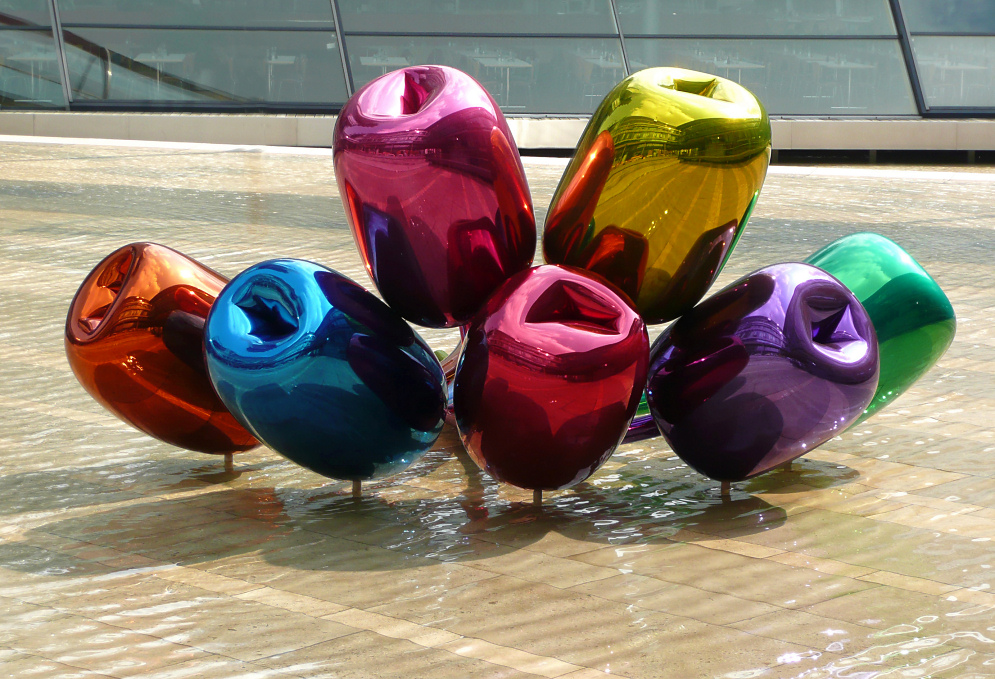
Imagen del Neo-geo

El Neo-Geo, también denominado Neoabstracción Geométrica o Pintura Neo-Geo, fue un movimiento artístico surgido en Estados Unidos durante la década de los años ochenta. Abreviatura del término Neo-Geométrico preconizaba la utilización de objetos domésticos como materiales esculturales y empleaba técnicas como la fotografía, el video, el performance art o la creación de instalaciones aunque es en la pintura y la escultura donde tuvo más difusión. El Neo-geo o neominimalismo buscó renovar los conceptos y valores del minimalismo entre finales del siglo XX y principio del siglo XXI inspirándose en estilos como el arte pop o el op-art. Con ello también pretendía criticar la industrialización y la comercialización del mundo moderno.Entre sus artistas más destacados figuran Peter Halley, Ashley Bickerton o Jeff Koons.

## Denominación
Es comúnmente aceptado que la primera utilización del término Neo-Geo tuvo lugar durante una exposición celebrada en 1986 en la Sonnabend Gallery del SoHo (Nueva York) que incluía obras de Ashley Bickerton, Jeff Koons, Peter Halley y Meyer Vaisman.
Entre curadores, coleccionistas y artistas vinculados al movimiento no existió consenso sobre la forma de denominar el movimiento e incluso sobre la conveniencia de buscarle una denominación. En un artículo periodístico escrito por Grace Glueck publicado en The New York Times en 1987, “What Do You Call Art’s Newest Trend: ‘Neo-Geo’...Maybe” ("Lo que denominas la nueva tendencia artística: 'Neo Geo'... quizás), se afirma que “el aire acondicionado es una simulación del aire; las películas son una simulación de la vida; la vida se simula mediante manipulaciones biomecánicas”. También entre la crítica especializada surgió el debate de si el movimiento contacta con suficiente originalidad como tener identidad propia ya que tenía demasiadas similitudes con movimientos anteriores como el Arte Abstracto Geométrico y el Arte Pop. Sin embargo, de acuerdo con la teoría del artista Michael Young, el estilo Neo-Geo cuenta con entidad propia y apostó por contar con una seña de identidad propia: considerar la tecnología tanto una promesa como una amenaza.
Tricia Collins y Richard Milazzo, curadores y escritores que trabajaron juntos creando exposiciones bajo la denominación Collins & Milazzo, afirmaron que Posconceptualismo era un término a su juicio más apropiado ya que resaltaba la magnificación de las ideas. Muchos artistas dentro del movimiento, como Peter Halley, rechazaron el nombre “Neo-Geo” porque les parecía demasiado pegadizo y, por tanto, consumista. Halley prefirió el término Simulacionismo porque se refería a que la tecnología reemplazaba a la naturaleza. Eugene Schwartz denominó el movimiento Abstracción Post-Abstracto ya que, para él, era una nueva versión alternativa de la abstracción vigente en los años 60. Peter Nagy deseaba que el movimiento no tuviera título ya que creía que una vez que se le da un nombre al arte el movimiento se destruye.

## Características
La pintura Neo-Geo volvió a poner al gusto actual los preceptos visuales del minimalismo, readaptados a la nueva codificación lineal de la sociedad urbana, cuyas descripciones se convirtieron en el apoyo de juegos visuales, o, en escultura, la ocasión de ready-made, sacralizando la vacuidad: el Three Ball Total Equilibrium Tank y Vacuum Cleaner (aspirador) de Jeff Koons son los símbolos más destacados, con la pintura de Peter Halley, A Perfect World, Black Cell por ejemplo.
La linealidad euclidiana que se rechaza en estas obras se distingue de las tendencias visuales que las siguieron, dominadas por la estética fractal, relacionado con las teorías populares de la época, una de ellas la teoría del caos.
Los pintores de la corriente neo-geo prolongan y actualizan las distintas investigaciones llevadas a cabo anteriormente en el ámbito del minimalismo, del Op-art y de la abstracción geométrica. Pintan generalmente obras de gran formato compuestas de motivos o signos que se despegan de un fondo plano y coloreado. 
Peter Halley emplea pinturas fosforescentes y enlucido sintético. Su obra prueba que un arte puramente geométrico no es inevitablemente abstracto o alejado de toda realidad exterior al cuadro. En las últimas décadas, muchos de los artistas de este tipo de estilo artístico utilizan materiales de uso cotidiano para poder armar y crear parte de sus obras. Halley observa y pinta un mundo o los modelos matemáticos y arquitecturas apremiantes que condicionan a su vez el urbanismo, la organización social, a las instituciones (escuelas, hospitales...).
Philip Taaffe combina motivos orgánicos y geométricos así como las formas decorativas tomadas de la historia de las artes decorativas. Se duplican y repiten las formas. Sus lienzos reivindican un carácter a la vez decorativo y meditativo. Para estos artistas visuales, entre ellos principalmente pintores y escultores, cuando se les pregunta el significado de sus propias prácticas, la mejor respuesta reside en el placer que les procura y las reflexiones que les suscitan. 

## Artistas
- John M. Armleder
- Francis Baudevin
- Ashley Bickerton
- Ross Bleckner
- Helmut Federle
- Christian Floquet
- Peter Halley
- Jeff Koons
- Mark Lombardi
- François Perrodin
- Christian Robert-Tissot
- Gerwald Rockenschaub
- Peter Schuyff
- Philip Taaffe
- Meyer Vaisman
- Imi Knoebel
- DoDoU
- Gerhard Merz
- Gunther Forg